# 張奕明
張奕明（1924年8月17日—1949年12月10日），原名張瑞芝，廣東省普寧縣人，中國共產黨員，1936年加入共青團，戰後來台潛伏，因基隆市工委案判處死刑，1949年12月10日槍決於馬場町。

## 生平
張奕明，原名張瑞芝，廣東省普寧縣人，1936年，普寧縣泥溝村興辦泥溝群眾學校，這是屬於共產黨掌握的學校，方弢由陳紹晟介紹加入共產黨擔任校長，王森泉任教務主任，1936年6月群眾學校成立了共青團支部，吸收了張奕明加入，1937年中共在普寧成立了工作委員會，方弢擔任宣傳部長。
1937年11月方弢與張奕明在流沙教堂成立「普寧青年救亡同志會」(即青抗會)，積極在學校宣揚共產主義拓展組織，此時活動都是以教師身分掩蓋其共黨組織身分，從事宣揚社會主義拓展組織，也成為方弢日後被派往台灣的重要原因，1938年張奕明與方弢結婚，翌年產下一子張珂理由張奕明母親撫養，1939年組織安排方弢前往流沙中學，以便領導普寧青抗會，此時，流沙中學許多老師皆是共產黨員，加以王森泉、鄭敦等人到此兼課，流沙中學成為共產黨培育人才的學校。
1939年6月汕頭淪陷後，流沙中學遭到轟炸被與洪陽中學合併，方弢集合原流沙中學教師馬化龍、盧逢生等依舊辦理專班招生，當局為避免共產黨組織擴散，勒令其解散，隨著戰事，方弢等人也走入地下成立汕青遊擊隊。
1940年至1945年，方弢與張奕明在廣西百色地區任教，1945年抗戰勝利，中共華東局組織派遣林英傑、洪幼樵、徐懋德與陳仲豪等人，赴台協助蔡孝乾組織省工委，並吸收組織成員加入，方弢與張奕明透過南口中學同事鍾國輝介紹，由已加入共產黨擔任台灣省立基隆中學校長的黨員鍾浩東安排進入該校任教，方弢任教務主任，張奕明亦為教務處職員，方弢與林英傑都是青抗會同志，與陳仲豪交好，林英傑等人在基隆中學校內印刷並發行光明報，林英傑擔任主筆，張奕明製版，撰寫社論抨擊國民政府，鼓吹革命，分析共軍形勢大好，全島解放指日可待等。隨著國共內戰戰事進入尾聲，國府聲勢搖搖欲墜，光明報的發送相當於半公開的狀態，由省工委組織成員發送，發送員中有人竟派送到士林官邸，蔣介石閱畢大怒限期破案，正好省工委學工委台大法學院支部成員王明德將光明報拿給心儀女子作為炫耀竟遭檢舉，光明報遭破獲後導致基隆中學校長鍾浩東、方弢、鍾國員、羅卓才、張奕明遭逮捕，張奕明因陳仲豪引介加入共產黨奉東南軍政長官公署38年12月2日署詳字175號代電處死刑。1949年12月10日遭槍決於馬場町。

### 紀念
張奕明在家人多方奔走，1982年領到烈士證書，為中華人民共和國烈士。

### 家人
光明報事件後張奕明被依匪諜罪名遭槍決，當時方弢與張奕明有一年僅三歲的女兒妮妮，託給同校職員，後由廣東潮汕張姓同鄉領養，改名張亮，大學畢業後在郵局工作，返回大陸曾任基隆市工委書記陳仲豪設法與其取得聯繫，並取得其養父母的諒解，告訴她父母受難的經過，並且令其透過曼谷入境中國，與其在大陸的兄長張珂理見面。